# Quintus Pompeius Sosius Falco
Quintus Pompeius Sosius Falco est un sénateur romain actif sous le règne de Commode. Il est consul ordinaire en 193 avec Gaius Julius Erucius Clarus Vibianus comme collègue.
Falco est le fils de Quintus Pompeius Senecio Sosius Priscus, patricien et consul en 149 ; Edward Champlin émet l'hypothèse que sa mère était Ceionia Fabia, supposant en outre qu'elle était mariée à Priscus avant d'épouser Plautius Quintillus. Les ancêtres paternels de Falco comprennent Sextus Julius Frontinus (consul en 73, de nouveau en 98 et une troisième fois en 100) et Quintus Sosius Senecio, consul en 99 et de nouveau en 107.

## Biographie
L'empereur Commode avait projeté d'assassiner les deux consuls et d'usurper leurs fonctions, prévoyant une procession en tant que consul unique et primus palus secutorum depuis la caserne des gladiateurs. La connaissance de ce plan, selon Dion Cassius, a conduit à l'assassinat de Commode. L'Histoire Auguste rapporte que lors de la première réunion du Sénat de cette année-là, Falco accusa l'empereur de participer aux crimes de Commode ; Pertinax, qui avait plus de soixante ans, répondit : « Consul, vous êtes un jeune homme et vous ne connaissez pas la nécessité de l'obéissance. Alors que l'Histoire Auguste inclut souvent de nombreux détails fictifs, William McDermott estime que « ce conflit a l'air de la vérité puisque la fierté de l'ascendance était forte au sein de la famille du jeune homme. »
Immédiatement après la mort de Commode, Sosius Falco se vit offrir le trône impérial par la Garde prétorienne, ce qu'il refusa. Il est connu pour avoir tenté un coup d'État contre Pertinax ; cependant, Pertinax a épargné sa vie. Sa vie après la mort de Pertinax est inconnue ; McDermott estime que « Sosius Falco s'est probablement retiré discrètement dans l'un des nombreux domaines familiaux ».

## Famille
Le nom de l'épouse de Falco nous est parvenu : Sulpicia Agrippina, la sœur de Sulpicius Justus et Pollio Sulpicius, une famille sénatoriale dont les origines se trouvent en Lycie et abondamment documentée dans l'inscription de Licinnia Flavilla. Sulpicia et Falco sont connus pour avoir un fils, Quintus Pompeius Falco Sosius Priscus, attesté comme praetor designatus sous les règnes de Caracalla ou d'Elagabal